# Großer Preis von Österreich (Motorrad)
Der Große Preis von Österreich für Motorräder ist ein Motorradrennen, das zwischen 1927 und 1997 stattfand sowie seit 2016 wieder ausgetragen wird. Zwischen 1972 und 1997 und seit 2016 zählt es zur Motorrad-Weltmeisterschaft. Aktueller Austragungsort ist der Red Bull Ring.

## Statistik

### Von 1927 bis 1930
| Jahr | Austragungsort | Klasse   | Sieger                                    |
| ---- | -------------- | -------- | ----------------------------------------- |
| 1927 | Vösendorf      | 175 cm³  | Kurt Friedrich (DKW)                      |
| 1927 | Vösendorf      | 250 cm³  | Karl Machu (Rex-Acme)                     |
| 1927 | Vösendorf      | 350 cm³  | Jimmie Simpson (A.J.S.)                   |
| 1927 | Vösendorf      | 500 cm³  | Emmerich Nagy (BMW)                       |
| 1927 | Vösendorf      | 1000 cm³ | Josef Stelzer (BMW)                       |
|      |                |          |                                           |
| 1928 | Vösendorf      | 175 cm³  | Philipp von Boos zu Waldeck (MT-Villiers) |
| 1928 | Vösendorf      | 250 cm³  | Cecil Ashby (OK-Supreme)                  |
| 1928 | Vösendorf      | 350 cm³  | Wal Handley (A.J.S.)                      |
| 1928 | Vösendorf      | 500 cm³  | George Rowley (A.J.S.)                    |
| 1928 | Vösendorf      | 1000 cm³ | Karl Gall (BMW)                           |
|      |                |          |                                           |
| 1929 | Vösendorf      | 250 cm³  | Rudolf Runtsch (OK-Supreme)               |
| 1929 | Vösendorf      | 350 cm³  | George Rowley (A.J.S.)                    |
| 1929 | Vösendorf      | 500 cm³  | Arthur Simcock (Sunbeam)                  |
| 1929 | Vösendorf      | 1000 cm³ | Otto Steinfellner (BMW)                   |
|      |                |          |                                           |
| 1930 | Vösendorf      | 175 cm³  | Karl Bohmann (DKW)                        |
| 1930 | Vösendorf      | 250 cm³  | Siegfried Cmyral (Puch)                   |
| 1930 | Vösendorf      | 350 cm³  | Leo Davenport (A.J.S.)                    |
| 1930 | Vösendorf      | 500 cm³  | Arthur Tyler (Raleigh)                    |
| 1930 | Vösendorf      | 1000 cm³ | Paul Rüttchen (NSU)                       |

### Von 1947 bis 1957
| Datum              | Strecke            | Klasse        | Sieger                                    |               |
| ------------------ | ------------------ | ------------- | ----------------------------------------- | ------------- |
| 6. Juli 1947       | Salzburg-Liefering | 125 cm³       | Sepp Hofer (Puch)                         |               |
| 6. Juli 1947       | Salzburg-Liefering | 250 cm³       | Stanislaus Suchanek (Puch)                |               |
| 6. Juli 1947       | Salzburg-Liefering | 350 cm³       | Franz-Josef Binder (Velocette)            |               |
| 6. Juli 1947       | Salzburg-Liefering | 500 cm³       | R. Rieberer (BMW)                         |               |
| 6. Juli 1947       | Salzburg-Liefering | Gespanne      | Julius Beer / Gernot Zingerle (Norton)    |               |
|                    |                    |               |                                           |               |
| 12. September 1948 | Salzburg-Liefering | 125 cm³       | Alfred Friedhuber (Puch)                  |               |
| 12. September 1948 | Salzburg-Liefering | 250 cm³       | Biagio Nocchi (Moto Guzzi)                |               |
| 12. September 1948 | Salzburg-Liefering | 350 cm³       | Rudolf Runtsch (Norton)                   |               |
| 12. September 1948 | Salzburg-Liefering | 500 cm³       | Helmut Volzwinkler (Norton)               |               |
| 12. September 1948 | Salzburg-Liefering | Gespanne      | Franz Ferstl / Ida Ferstl (Norton)        |               |
|                    |                    |               |                                           |               |
| 1949               | Keine Rennen.      | Keine Rennen. | Keine Rennen.                             | Keine Rennen. |
|                    |                    |               |                                           |               |
| 22. Oktober 1950   | Salzburg-Liefering | 125 cm³       | Hans Wechner (Puch)                       |               |
| 22. Oktober 1950   | Salzburg-Liefering | 250 cm³       | Alexander Mayer (Moto Guzzi)              |               |
| 22. Oktober 1950   | Salzburg-Liefering | 350 cm³       | Ernst Vogel (A.J.S.)                      |               |
| 22. Oktober 1950   | Salzburg-Liefering | 500 cm³       | Helmut Volzwinkler (Norton)               |               |
| 22. Oktober 1950   | Salzburg-Liefering | Gespanne      | Karl Echschlager / unbekannt (BMW)        |               |
|                    |                    |               |                                           |               |
| 1. Mai 1951        | Salzburg-Liefering | 125 cm³       | Kurt Schneeweiß (Puch)                    |               |
| 1. Mai 1951        | Salzburg-Liefering | 250 cm³       | Alexander Mayer (Moto Guzzi)              |               |
| 1. Mai 1951        | Salzburg-Liefering | 350 cm³       | Leonard Fassl (A.J.S.)                    |               |
| 1. Mai 1951        | Salzburg-Liefering | 500 cm³       | Leonard Fassl (Norton)                    |               |
| 1. Mai 1951        | Salzburg-Liefering | Gespanne      | Johann Schäfer / Huber (BMW)              |               |
|                    |                    |               |                                           |               |
| 1. Mai 1952        | Salzburg-Liefering | 125 cm³       | Alexander Mayer (F.B Mondial)             |               |
| 1. Mai 1952        | Salzburg-Liefering | 250 cm³       | Enrico Lorenzetti (Moto Guzzi)            |               |
| 1. Mai 1952        | Salzburg-Liefering | 350 cm³       | Enrico Lorenzetti (Moto Guzzi)            |               |
| 1. Mai 1952        | Salzburg-Liefering | 500 cm³       | Lodovico Facchinelli (Gilera)             |               |
| 1. Mai 1952        | Salzburg-Liefering | Gespanne      | Ernst Ebersberger / Hans Strauß (BMW)     |               |
|                    |                    |               |                                           |               |
| 1. Mai 1953        | Salzburg-Liefering | 175 cm³       | Franz Albert (Apfelbeck)                  |               |
| 1. Mai 1953        | Salzburg-Liefering | 350 cm³       | Johann Kainz (Norton)                     |               |
| 1. Mai 1953        | Salzburg-Liefering | 500 cm³       | Ernst Kussin (Norton)                     |               |
| 1. Mai 1953        | Salzburg-Liefering | Gespanne      | Ernst Kussin / unbekannt (Norton)         |               |
|                    |                    |               |                                           |               |
| 1. Mai 1954        | Salzburg-Liefering | 125 cm³       | unbekannt                                 |               |
| 1. Mai 1954        | Salzburg-Liefering | 250 cm³       | Kramer (Puch)                             |               |
| 1. Mai 1954        | Salzburg-Liefering | 350 cm³       | Helmut Volzwinkler (Puch)                 |               |
| 1. Mai 1954        | Salzburg-Liefering | 500 cm³       | Walter Zeller (BMW)                       |               |
| 1. Mai 1954        | Salzburg-Liefering | Gespanne      | unbekannt                                 |               |
|                    |                    |               |                                           |               |
| 1. Mai 1955        | Salzburg-Liefering | 125 cm³       | Paul Schwarz (KTM)                        |               |
| 1. Mai 1955        | Salzburg-Liefering | 250 cm³       | Hermann Paul Müller (NSU)                 |               |
| 1. Mai 1955        | Salzburg-Liefering | 350 cm³       | Siegfried Wünsche (DKW)                   |               |
| 1. Mai 1955        | Salzburg-Liefering | 500 cm³       | Walter Zeller (BMW)                       |               |
| 1. Mai 1955        | Salzburg-Liefering | Gespanne      | Edgar Strub / Günter Borgesdiek (BMW)     |               |
|                    |                    |               |                                           |               |
| 1. Mai 1956        | Salzburg-Liefering | 125 cm³       | August Hobl (DKW)                         |               |
| 1. Mai 1956        | Salzburg-Liefering | 250 cm³       | František Bartoš (ČZ)                     |               |
| 1. Mai 1956        | Salzburg-Liefering | 350 cm³       | August Hobl (DKW)                         |               |
| 1. Mai 1956        | Salzburg-Liefering | 500 cm³       | Walter Zeller (BMW)                       |               |
| 1. Mai 1956        | Salzburg-Liefering | Gespanne      | Fritz Hillebrand / Manfred Grunwald (BMW) |               |
|                    |                    |               |                                           |               |
| 1. Mai 1957        | Salzburg-Liefering | 125 cm³       | Carlo Ubbiali (MV Agusta)                 |               |
| 1. Mai 1957        | Salzburg-Liefering | 250 cm³       | Carlo Ubbiali (MV Agusta)                 |               |
| 1. Mai 1957        | Salzburg-Liefering | 350 cm³       | Enrico Lorenzetti (Moto Guzzi)            |               |
| 1. Mai 1957        | Salzburg-Liefering | 500 cm³       | Gerold Klinger (BMW)                      |               |
| 1. Mai 1957        | Salzburg-Liefering | Gespanne      | Fritz Hillebrand / Manfred Grunwald (BMW) |               |

### Von 1958 bis 1970
| Auflage | Jahr | Strecke              | Klasse   | Sieger                                    |
| ------- | ---- | -------------------- | -------- | ----------------------------------------- |
| 1       | 1958 | Salzburg-Liefering   | 125 cm³  | Carlo Ubbiali (MV Agusta)                 |
| 1       | 1958 | Salzburg-Liefering   | 250 cm³  | Carlo Ubbiali (MV Agusta)                 |
| 1       | 1958 | Salzburg-Liefering   | 350 cm³  | Paddy Driver (Norton)                     |
| 1       | 1958 | Salzburg-Liefering   | 500 cm³  | Ernst Hiller (BMW)                        |
| 1       | 1958 | Salzburg-Liefering   | Gespanne | Walter Scheider / Hans Strauß (BMW)       |
|         |      |                      |          |                                           |
| 2       | 1959 | Salzburg-Liefering   | 125 cm³  | Carlo Ubbiali (MV Agusta)                 |
| 2       | 1959 | Salzburg-Liefering   | 250 cm³  | Horst Fügner (MZ)                         |
| 2       | 1959 | Salzburg-Liefering   | 350 cm³  | Gary Hocking (Norton)                     |
| 2       | 1959 | Salzburg-Liefering   | 500 cm³  | John Hartle (MV Agusta)                   |
| 2       | 1959 | Salzburg-Liefering   | Gespanne | Fritz Scheidegger / Horst Burkhardt (BMW) |
|         |      |                      |          |                                           |
| 3       | 1960 | Salzburg-Liefering   | 125 cm³  | Ernst Degner (MZ)                         |
| 3       | 1960 | Salzburg-Liefering   | 250 cm³  | Ernst Degner (MZ)                         |
| 3       | 1960 | Salzburg-Liefering   | 350 cm³  | František Šťastný (Jawa)                  |
| 3       | 1960 | Salzburg-Liefering   | 500 cm³  | Dave Chadwick (Norton)                    |
| 3       | 1960 | Salzburg-Liefering   | Gespanne | Helmut Fath / Alfred Wohlgemuth (BMW)     |
|         |      |                      |          |                                           |
| 4       | 1961 | Salzburg-Liefering   | 125 cm³  | Ernst Degner (MZ)                         |
| 4       | 1961 | Salzburg-Liefering   | 250 cm³  | Ernst Degner (MZ)                         |
| 4       | 1961 | Salzburg-Liefering   | 350 cm³  | František Šťastný (Jawa)                  |
| 4       | 1961 | Salzburg-Liefering   | 500 cm³  | Dave Chadwick (Norton)                    |
| 4       | 1961 | Salzburg-Liefering   | Gespanne | Helmut Fath / Alfred Wohlgemuth (BMW)     |
|         |      |                      |          |                                           |
| 5       | 1962 | Salzburg-Liefering   | 125 cm³  | Walter Brehme (MZ)                        |
| 5       | 1962 | Salzburg-Liefering   | 250 cm³  | Werner Musiol (MZ)                        |
| 5       | 1962 | Salzburg-Liefering   | 350 cm³  | František Šťastný (Jawa)                  |
| 5       | 1962 | Salzburg-Liefering   | 500 cm³  | Mike Hailwood (MV Agusta)                 |
| 5       | 1962 | Salzburg-Liefering   | Gespanne | Florian Camathias / Horst Burkhardt (BMW) |
|         |      |                      |          |                                           |
| 6       | 1963 | Salzburg-Liefering   | 125 cm³  | László Szabó (MZ)                         |
| 6       | 1963 | Salzburg-Liefering   | 250 cm³  | László Szabó (MZ)                         |
| 6       | 1963 | Salzburg-Liefering   | 350 cm³  | John Hartle (Norton)                      |
| 6       | 1963 | Salzburg-Liefering   | 500 cm³  | Mike Hailwood (MV Agusta)                 |
| 6       | 1963 | Salzburg-Liefering   | Gespanne | Fritz Scheidegger / John Robinson (BMW)   |
|         |      |                      |          |                                           |
| 7       | 1964 | Salzburg-Liefering   | 125 cm³  | Bert Schneider (Suzuki)                   |
| 7       | 1964 | Salzburg-Liefering   | 250 cm³  | Stanislav Malina (ČZ)                     |
| 7       | 1964 | Salzburg-Liefering   | 350 cm³  | Gustav Havel (Jawa)                       |
| 7       | 1964 | Salzburg-Liefering   | 500 cm³  | György Kurucz (Norton)                    |
| 7       | 1964 | Salzburg-Liefering   | Gespanne | Max Deubel / Emil Hörner (BMW)            |
|         |      |                      |          |                                           |
| 8       | 1965 | Salzburg-Liefering   | 125 cm³  | Hugh Anderson (Suzuki)                    |
| 8       | 1965 | Salzburg-Liefering   | 250 cm³  | Dieter Krumpholz (MZ)                     |
| 8       | 1965 | Salzburg-Liefering   | 350 cm³  | František Boček (Jawa)                    |
| 8       | 1965 | Salzburg-Liefering   | 500 cm³  | Dan Shorey (Norton)                       |
| 8       | 1965 | Salzburg-Liefering   | Gespanne | Max Deubel / Emil Hörner (BMW)            |
|         |      |                      |          |                                           |
| 9       | 1966 | Salzburg-Anif-Grödig | 50 cm³   | Barry Smith (Derbi)                       |
| 9       | 1966 | Salzburg-Anif-Grödig | 125 cm³  | Luigi Taveri (Honda)                      |
| 9       | 1966 | Salzburg-Anif-Grödig | 250 cm³  | Renzo Pasolini (Aermacchi)                |
| 9       | 1966 | Salzburg-Anif-Grödig | 350 cm³  | Mike Hailwood (Honda)                     |
| 9       | 1966 | Salzburg-Anif-Grödig | 500 cm³  | Jack Findlay (Matchless)                  |
| 9       | 1966 | Salzburg-Anif-Grödig | Gespanne | Georg Auerbacher / Eduard Dein (BMW)      |
|         |      |                      |          |                                           |
| 10      | 1967 | Salzburg-Anif-Grödig | 125 cm³  | Hans Georg Anscheidt (Suzuki)             |
| 10      | 1967 | Salzburg-Anif-Grödig | 250 cm³  | Luigi Taveri (Honda)                      |
| 10      | 1967 | Salzburg-Anif-Grödig | 350 cm³  | Alberto Pagani (Aermacchi)                |
| 10      | 1967 | Salzburg-Anif-Grödig | 500 cm³  | Giacomo Agostini (MV Agusta)              |
| 10      | 1967 | Salzburg-Anif-Grödig | Gespanne | Georg Auerbacher / Eduard Dein (BMW)      |
|         |      |                      |          |                                           |
| 11      | 1968 | Salzburg-Anif-Grödig | 50 cm³   | Jakob Unterladstätter (Derbi)             |
| 11      | 1968 | Salzburg-Anif-Grödig | 125 cm³  | László Szabó (MZ)                         |
| 11      | 1968 | Salzburg-Anif-Grödig | 250 cm³  | Ralph Bryans (Honda)                      |
| 11      | 1968 | Salzburg-Anif-Grödig | 350 cm³  | Bohumil Staša (ČZ)                        |
| 11      | 1968 | Salzburg-Anif-Grödig | 500 cm³  | Billie Nelson (Paton)                     |
| 11      | 1968 | Salzburg-Anif-Grödig | Gespanne | Klaus Enders / Ralf Engelhardt (BMW)      |
|         |      |                      |          |                                           |
| 12      | 1969 | Salzburg-Anif-Grödig | 50 cm³   | Harald Bartol (Kreidler)                  |
| 12      | 1969 | Salzburg-Anif-Grödig | 125 cm³  | László Szabó (MZ)                         |
| 12      | 1969 | Salzburg-Anif-Grödig | 250 cm³  | Ralph Bryans (Honda)                      |
| 12      | 1969 | Salzburg-Anif-Grödig | 350 cm³  | Bohumil Staša (ČZ)                        |
| 12      | 1969 | Salzburg-Anif-Grödig | 500 cm³  | Karl Hoppe (URS)                          |
| 12      | 1969 | Salzburg-Anif-Grödig | Gespanne | Helmut Fath / Wolfgang Kalauch (URS)      |
|         |      |                      |          |                                           |
| 13      | 1970 | Salzburgring         | 50 cm³   | Harald Bartol (Kreidler)                  |
| 13      | 1970 | Salzburgring         | 125 cm³  | Dave Simmonds (Kawasaki)                  |
| 13      | 1970 | Salzburgring         | 250 cm³  | Kent Andersson (Yamaha)                   |
| 13      | 1970 | Salzburgring         | 350 cm³  | Karl Hoppe (Yamaha)                       |
| 13      | 1970 | Salzburgring         | 500 cm³  | Ferdi Kaczor (Münch-URS)                  |
| 13      | 1970 | Salzburgring         | Gespanne | Georg Auerbacher / Hahn (BMW)             |

### Von 1971 bis 1972 (Im Rahmen der Motorrad-Weltmeisterschaft)
| Auflage | Jahr | Strecke      | Klasse   | Sieger                          | Zweiter                        | Dritter                         | schnellste Runde             |  |
| ------- | ---- | ------------ | -------- | ------------------------------- | ------------------------------ | ------------------------------- | ---------------------------- |  |
| 14      | 1971 | Salzburgring | 50 cm³   | Jan de Vries (Kreidler)         | Ángel Nieto (Derbi)            | Rudolf Kunz (Kreidler)          | Jan de Vries (Kreidler)      |  |
| 14      | 1971 | Salzburgring | 125 cm³  | Ángel Nieto (Derbi)             | Gilberto Parlotti (Morbidelli) | Barry Sheene (Suzuki)           | Dieter Braun (Maico)         |  |
| 14      | 1971 | Salzburgring | 250 cm³  | Silvio Grassetti (MZ)           | Günter Bartusch (MZ)           | Gyula Marsovszky (Yamaha)       | János Drapál (Yamaha)        |  |
| 14      | 1971 | Salzburgring | 350 cm³  | Giacomo Agostini (MV Agusta)    | Werner Pfirter (Yamaha)        | Steve Ellis (Yamaha)            | Giacomo Agostini (MV Agusta) |  |
| 14      | 1971 | Salzburgring | 500 cm³  | Giacomo Agostini (MV Agusta)    | Keith Turner (Suzuki)          | Éric Offenstadt (SMAC-Kawasaki) | Giacomo Agostini (MV Agusta) |  |
| 14      | 1971 | Salzburgring | Gespanne | Butscher / Huber (BMW)          | Auerbacher / Hahn (BMW)        | Wegener / Heinrichs (BMW)       | Butscher / Huber (BMW)       |  |
|         |      |              |          |                                 |                                |                                 |                              |  |
| 15      | 1972 | Salzburgring | 125 cm³  | Ángel Nieto (Derbi)             | Gilberto Parlotti (Morbidelli) | Kent Andersson (Yamaha)         | Ángel Nieto (Derbi)          |  |
| 15      | 1972 | Salzburgring | 250 cm³  | Börje Jansson (Derbi)           | Jarno Saarinen (Yamaha)        | John Dodds (Yamaha)             | Börje Jansson (Derbi)        |  |
| 15      | 1972 | Salzburgring | 350 cm³  | Giacomo Agostini (MV Agusta)    | Hideo Kanaya (Yamaha)          | Renzo Pasolini (Aermacchi)      | Giacomo Agostini (MV Agusta) |  |
| 15      | 1972 | Salzburgring | 500 cm³  | Giacomo Agostini (MV Agusta)    | Guido Mandracci (Suzuki)       | Bosse Granath (Husqvarna)       | Giacomo Agostini (MV Agusta) |  |
| 15      | 1972 | Salzburgring | Gespanne | Enders / Engelhardt (Busch-BMW) | Luthringshauser / Cusnik (BMW) | Venus / Gundel (BMW)            | Kurth / Rowe (CAT-Crescent)  |  |

### Von 1972 bis 1997 (Im Rahmen der Motorrad-Weltmeisterschaft)
(gefärbter Hintund = kein Rennen im Rahmen der Motorrad-Weltmeisterschaft)
| Auflage | Jahr | Strecke      | Klasse           | Sieger                             | Zweiter                                | Dritter                                 | Pole-Position                           | schnellste Runde                  |
| ------- | ---- | ------------ | ---------------- | ---------------------------------- | -------------------------------------- | --------------------------------------- | --------------------------------------- | --------------------------------- |
| 16      | 1973 | Salzburgring | 125 cm³          | Kent Andersson (Yamaha)            | Börje Jansson (Maico)                  | Ángel Nieto (Morbidelli)                | Kent Andersson (Yamaha)                 | Kent Andersson (Yamaha)           |
| 16      | 1973 | Salzburgring | 250 cm³          | Jarno Saarinen (Yamaha)            | Hideo Kanaya (Yamaha)                  | Chas Mortimer (Yamaha)                  | Jarno Saarinen (Yamaha)                 | Hideo Kanaya (Yamaha)             |
| 16      | 1973 | Salzburgring | 350 cm³          | János Drapál (Yamaha)              | Walter Villa (Yamaha)                  | Teuvo Länsivuori (Yamaha)               | Giacomo Agostini (MV Agusta)            | Giacomo Agostini (MV Agusta)      |
| 16      | 1973 | Salzburgring | 500 cm³          | Jarno Saarinen (Yamaha)            | Hideo Kanaya (Yamaha)                  | Kim Newcombe (König)                    | Jarno Saarinen (Yamaha)                 | Jarno Saarinen (Yamaha)           |
| 16      | 1973 | Salzburgring | Gespanne         | Enders / Engelhardt (Busch-BMW)    | Gawley / Sales (König)                 | Vanneste / Vanneste (BMW)               | Gawley / Sales (König)                  | Gawley / Sales (König)            |
|         |      |              |                  |                                    |                                        |                                         |                                         |                                   |
| 17      | 1974 | Salzburgring | 125 cm³          | Kent Andersson (Yamaha)            | Ángel Nieto (Derbi)                    | Otello Buscherini (Malanca)             | Ángel Nieto (Derbi)                     | Kent Andersson (Yamaha)           |
| 17      | 1974 | Salzburgring | 350 cm³          | Giacomo Agostini (Yamaha)          | Chas Mortimer (Yamaha)                 | Dieter Braun (Yamaha)                   | Teuvo Länsivuori (Yamaha)               | Teuvo Länsivuori (Yamaha)         |
| 17      | 1974 | Salzburgring | 500 cm³          | Giacomo Agostini (Yamaha)          | Gianfranco Bonera (MV Agusta)          | Barry Sheene (Suzuki)                   | Giacomo Agostini (Yamaha)               | Gianfranco Bonera (MV Agusta)     |
| 17      | 1974 | Salzburgring | Gespanne         | Schauzu / Kalauch (BMW)            | Schwärzel / Kleis (König)              | Luthringshauser / Hahn (BMW)            | Schwärzel / Kleis (König)               | Schauzu / Kalauch (BMW)           |
|         |      |              |                  |                                    |                                        |                                         |                                         |                                   |
| 18      | 1975 | Salzburgring | 125 cm³          | Paolo Pileri (Morbidelli)          | Pier Paolo Bianchi (Morbidelli)        | Henk van Kessel (Bridgestone)           | Pier Paolo Bianchi (Morbidelli)         | Pier Paolo Bianchi (Morbidelli)   |
| 18      | 1975 | Salzburgring | 350 cm³          | Hideo Kanaya (Yamaha)              | Jon Ekerold (Yamaha)                   | Eduardo Celso-Santos (Yamaha)           | Hideo Kanaya (Yamaha)                   | Hideo Kanaya (Yamaha)             |
| 18      | 1975 | Salzburgring | 500 cm³          | Hideo Kanaya (Yamaha)              | Teuvo Länsivuori (Suzuki)              | Phil Read (MV Agusta)                   | Giacomo Agostini (Yamaha)               | Giacomo Agostini (Yamaha)         |
| 18      | 1975 | Salzburgring | Gespanne         | Steinhausen / Huber (Busch-König)  | Pantellini / Mazzoni (König)           | Prügl / Kußberger (König)               | Biland / Freiburghaus (Seymaz-Yamaha)   | Pantellini / Mazzoni (König)      |
|         |      |              |                  |                                    |                                        |                                         |                                         |                                   |
| 19      | 1976 | Salzburgring | 125 cm³          | Pier Paolo Bianchi (Morbidelli)    | Paolo Pileri (Morbidelli)              | Otello Buscherini (Malanca)             | Pier Paolo Bianchi (Morbidelli)         | Pier Paolo Bianchi (Morbidelli)   |
| 19      | 1976 | Salzburgring | 350 cm³          | Johnny Cecotto (Yamaha)            | Walter Villa (Harley-Davidson)         | John Dodds (Yamaha)                     | Johnny Cecotto (Yamaha)                 | Walter Villa (Harley-Davidson)    |
| 19      | 1976 | Salzburgring | 500 cm³          | Barry Sheene (Suzuki)              | Marco Lucchinelli (Suzuki)             | Phil Read (Suzuki)                      | Barry Sheene (Suzuki)                   | Barry Sheene (Suzuki)             |
| 19      | 1976 | Salzburgring | Gespanne         | Steinhausen / Huber (Busch-König)  | Schwärzel / Huber (-König)             | Schauzu / Lorentz (ARO-Fath)            | Biland / Williams (Seymaz-Yamaha)       | Steinhausen / Huber (Busch-König) |
|         |      |              |                  |                                    |                                        |                                         |                                         |                                   |
| 20      | 1977 | Salzburgring | 125 cm³          | Eugenio Lazzarini (Morbidelli)     | Pier Paolo Bianchi (Morbidelli)        | Harald Bartol (Morbidelli)              | Ángel Nieto (Bultaco)                   | Eugenio Lazzarini (Morbidelli)    |
| 20      | 1977 | Salzburgring | 350 cm³          | annulliert                         | annulliert                             | annulliert                              | Alan North (Kawasaki)                   |                                   |
| 20      | 1977 | Salzburgring | 500 cm³          | Jack Findlay (Suzuki)              | Max Wiener (Suzuki)                    | Alex George (Suzuki)                    | Barry Sheene (Suzuki)                   | Jack Findlay (Suzuki)             |
| 20      | 1977 | Salzburgring | Gespanne         | Biland / Williams (Schmid-Yamaha)  | O’Dell / Arthur (Windle-Yamaha)        | Michel / Lecorre (GEP-Yamaha)           | Biland / Williams (Schmid-Yamaha)       | Biland / Williams (Schmid-Yamaha) |
|         |      |              |                  |                                    |                                        |                                         |                                         |                                   |
| 21      | 1978 | Salzburgring | 125 cm³          | Eugenio Lazzarini (MBA)            | Harald Bartol (Morbidelli)             | Pier Paolo Bianchi (Minarelli)          | Eugenio Lazzarini (MBA)                 | Eugenio Lazzarini (MBA)           |
| 21      | 1978 | Salzburgring | 350 cm³          | Kork Ballington (Kawasaki)         | Franco Uncini (Yamaha)                 | Takazumi Katayama (Yamaha)              | Kork Ballington (Kawasaki)              | Kork Ballington (Kawasaki)        |
| 21      | 1978 | Salzburgring | 500 cm³          | Kenny Roberts sr. (Yamaha)         | Johnny Cecotto (Yamaha)                | Barry Sheene (Suzuki)                   | Johnny Cecotto (Yamaha)                 | Kenny Roberts sr. (Yamaha)        |
| 21      | 1978 | Salzburgring | Gespanne         | Biland / Williams (TTM-Yamaha)     | Hobson / Birch (Schmid-Yamaha)         | Michel / Collins (Seymaz-Yamaha)        | Biland / Williams (TTM-Yamaha)          | Schwärzel / Huber (ARO-Fath)      |
|         |      |              |                  |                                    |                                        |                                         |                                         |                                   |
| 22      | 1979 | Salzburgring | 125 cm³          | Ángel Nieto (Minarelli)            | Harald Bartol (Morbidelli)             | Gert Bender (Bender)                    | Ángel Nieto (Minarelli)                 | Ángel Nieto (Minarelli)           |
| 22      | 1979 | Salzburgring | 350 cm³          | Kork Ballington (Kawasaki)         | Jon Ekerold (Yamaha)                   | Toni Mang (Kawasaki)                    | Grunwald Harfmann (Yamaha)              | Kork Ballington (Kawasaki)        |
| 22      | 1979 | Salzburgring | 500 cm³          | Kenny Roberts sr. (Yamaha)         | Virginio Ferrari (Suzuki)              | Wil Hartog (Suzuki)                     | Johnny Cecotto (Yamaha)                 | Kenny Roberts sr. (Yamaha)        |
| 22      | 1979 | Salzburgring | Gespanne (B2A) / | Brodin / Gällros (Krauser-Yamaha)  | Schauzu / Puzo (Busch-Yamaha)          | Steinhausen / Arthur (KSA-Yamaha)       | Schauzu / Puzo (Busch-Yamaha)           | Greasley / Parkins (Yamaha)       |
| 22      | 1979 | Salzburgring | Gespanne (B2B)   | Biland / Waltisperg (LCR-Yamaha)   | Holzer / Meierhans (LCR-Yamaha)        | Sprengel / Booth (Suzuki)               | Biland / Waltisperg (LCR-Yamaha)        | Michel / Burkhard (Seymaz-Yamaha) |
|         |      |              |                  |                                    |                                        |                                         |                                         |                                   |
| 24      | 1981 | Salzburgring | 125 cm³          | Ángel Nieto (Minarelli)            | Loris Reggiani (Minarelli)             | Pier Paolo Bianchi (MBA)                | Pier Paolo Bianchi (MBA)                | Ángel Nieto (Minarelli)           |
| 24      | 1981 | Salzburgring | 350 cm³          | Patrick Fernandez (Bimota-Yamaha)  | Toni Mang (Kawasaki)                   | Jon Ekerold (Bimota-Yamaha)             | Toni Mang (Kawasaki)                    | Patrick Fernandez (Bimota-Yamaha) |
| 24      | 1981 | Salzburgring | 500 cm³          | Randy Mamola (Suzuki)              | Graeme Crosby (Suzuki)                 | Hiroyuki Kawasaki (Suzuki)              | Graeme Crosby (Suzuki)                  | Randy Mamola (Suzuki)             |
| 24      | 1981 | Salzburgring | Gespanne         | Taylor / Johansson (Fowler-Yamaha) | Biland / Waltisperg (LCR-Yamaha)       | Michel / Burkhard (Seymaz-Yamaha)       | Michel / Burkhard (Seymaz-Yamaha)       | Michel / Burkhard (Seymaz-Yamaha) |
|         |      |              |                  |                                    |                                        |                                         |                                         |                                   |
| 25      | 1982 | Salzburgring | 125 cm³          | Ángel Nieto (Garelli)              | August Auinger (Bartol-MBA)            | Pier Paolo Bianchi (Sanvenero)          | Hans Müller (MBA)                       | August Auinger (Bartol-MBA)       |
| 25      | 1982 | Salzburgring | 350 cm³          | Eric Saul (Chevallier-Yamaha)      | Toni Mang (Kawasaki)                   | Patrick Fernandez (Bimota-Bartol)       | Didier de Radiguès (Chevallier-Yamaha)  | Toni Mang (Kawasaki)              |
| 25      | 1982 | Salzburgring | 500 cm³          | Franco Uncini (Suzuki)             | Barry Sheene (Yamaha)                  | Kenny Roberts sr. (Yamaha)              | Graeme Crosby (Yamaha)                  | Marco Lucchinelli (Honda)         |
| 25      | 1982 | Salzburgring | Gespanne         | Biland / Waltisperg (LCR-Yamaha)   | Michel / Burkhard (Seymaz-Yamaha)      | Schwärzel / Huber (Seymaz-Yamaha)       | Biland / Waltisperg (LCR-Yamaha)        | Biland / Waltisperg (LCR-Yamaha)  |
|         |      |              |                  |                                    |                                        |                                         |                                         |                                   |
| 26      | 1983 | Salzburgring | 125 cm³          | Ángel Nieto (Garelli)              | Eugenio Lazzarini (Garelli)            | Pier Paolo Bianchi (Sanvenero)          | Eugenio Lazzarini (Garelli)             | Ángel Nieto (Morbidelli)          |
| 26      | 1983 | Salzburgring | 250 cm³          | Manfred Herweh (Real-Rotax)        | Didier de Radiguès (Chevallier-Yamaha) | Thierry Espié (Chevallier-Yamaha)       | Didier de Radiguès (Chevallier-Yamaha)  | Thierry Espié (Chevallier-Yamaha) |
| 26      | 1983 | Salzburgring | 500 cm³          | Kenny Roberts sr. (Yamaha)         | Eddie Lawson (Yamaha)                  | Randy Mamola (Suzuki)                   | Kenny Roberts sr. (Yamaha)              | Randy Mamola (Suzuki)             |
| 26      | 1983 | Salzburgring | Gespanne         | Biland / Waltisperg (LCR-Yamaha)   | Schwärzel / Huber (Seymaz-Yamaha)      | Streuer / Schnieders (LCR-Yamaha)       | Biland / Waltisperg (LCR-Yamaha)        | Michel / Monchaud (LCR-Yamaha)    |
|         |      |              |                  |                                    |                                        |                                         |                                         |                                   |
| 27      | 1984 | Salzburgring | 80 cm³           | Stefan Dörflinger (Zündapp)        | Hubert Abold (Zündapp)                 | Gerhard Waibel (Real)                   | Stefan Dörflinger (Zündapp)             | Stefan Dörflinger (Zündapp)       |
| 27      | 1984 | Salzburgring | 250 cm³          | Christian Sarron (Yamaha)          | Toni Mang (Yamaha)                     | Sito Pons (Cobas-Rotax)                 | Christian Sarron (Yamaha)               | Carlos Lavado (Yamaha)            |
| 27      | 1984 | Salzburgring | 500 cm³          | Eddie Lawson (Yamaha)              | Freddie Spencer (Honda)                | Randy Mamola (Honda)                    | Randy Mamola (Honda)                    | Randy Mamola (Honda)              |
| 27      | 1984 | Salzburgring | Gespanne         | Streuer / Schnieders (LCR-Yamaha)  | Schwärzel / Huber (LCR-Yamaha)         | Kumano / Diehn (LCR-Yamaha)             | Streuer / Schnieders (LCR-Yamaha)       | Streuer / Schnieders (LCR-Yamaha) |
|         |      |              |                  |                                    |                                        |                                         |                                         |                                   |
| 28      | 1985 | Salzburgring | 125 cm³          | Fausto Gresini (Garelli)           | August Auinger (MBA)                   | Ezio Gianola (Garelli)                  | Ezio Gianola (Garelli)                  | Fausto Gresini (Garelli)          |
| 28      | 1985 | Salzburgring | 250 cm³          | Freddie Spencer (Honda)            | Toni Mang (Honda)                      | Fausto Ricci (Honda)                    | Freddie Spencer (Honda)                 | Freddie Spencer (Honda)           |
| 28      | 1985 | Salzburgring | 500 cm³          | Freddie Spencer (Honda)            | Eddie Lawson (Yamaha)                  | Christian Sarron (Yamaha)               | Freddie Spencer (Honda)                 | Freddie Spencer (Honda)           |
| 28      | 1985 | Salzburgring | Gespanne         | Biland / Waltisperg (LCR-Yamaha)   | Schwärzel / Buck (LCR-Yamaha)          | Webster / Hewitt (LCR-Yamaha)           | Streuer / Schnieders (LCR-Yamaha)       | Schwärzel / Buck (LCR-Yamaha)     |
|         |      |              |                  |                                    |                                        |                                         |                                         |                                   |
| 29      | 1986 | Salzburgring | 80 cm³           | Jorge Martínez (Derbi)             | Manuel Herreros (Derbi)                | Pier Paolo Bianchi (Seel)               | Jorge Martínez (Derbi)                  | Ian McConnachie (Krauser)         |
| 29      | 1986 | Salzburgring | 125 cm³          | Luca Cadalora (Garelli)            | Ezio Gianola (MBA)                     | Bruno Kneubühler (LCR-MBA)              | Luca Cadalora (Garelli)                 | Ezio Gianola (MBA)                |
| 29      | 1986 | Salzburgring | 250 cm³          | Carlos Lavado (Yamaha)             | Martin Wimmer (Yamaha)                 | Jean-François Baldé (Honda)             | Carlos Lavado (Yamaha)                  | Martin Wimmer (Yamaha)            |
| 29      | 1986 | Salzburgring | 500 cm³          | Eddie Lawson (Yamaha)              | Wayne Gardner (Honda)                  | Randy Mamola (Yamaha)                   | Eddie Lawson (Yamaha)                   | Eddie Lawson (Yamaha)             |
| 29      | 1986 | Salzburgring | Gespanne         | Streuer / Schnieders (LCR-Yamaha)  | Webster / Hewitt (LCR-Yamaha)          | Michel / Fresc (LCR-Krauser)            | Streuer / Schnieders (LCR-Yamaha)       | Streuer / Schnieders (LCR-Yamaha) |
|         |      |              |                  |                                    |                                        |                                         |                                         |                                   |
| 30      | 1987 | Salzburgring | 80 cm³           | Jorge Martínez (Derbi)             | Gerhard Waibel (Krauser)               | Manuel Herreros (Derbi)                 | Jorge Martínez (Derbi)                  | Gerhard Waibel (Krauser)          |
| 30      | 1987 | Salzburgring | 125 cm³          | Fausto Gresini (Garelli)           | Bruno Casanova (Garelli)               | Paolo Casoli (LCR-MBA)                  | Paolo Casoli (LCR-MBA)                  | Fausto Gresini (Garelli)          |
| 30      | 1987 | Salzburgring | 250 cm³          | Toni Mang (Honda)                  | Loris Reggiani (Aprilia-Rotax)         | Reinhold Roth (Honda)                   | Toni Mang (Honda)                       | Carlos Cardús (Honda)             |
| 30      | 1987 | Salzburgring | 500 cm³          | Wayne Gardner (Honda)              | Randy Mamola (Yamaha)                  | Niall Mackenzie (Honda)                 | Wayne Gardner (Honda)                   | Didier de Radiguès (Cagiva)       |
| 30      | 1987 | Salzburgring | Gespanne         | Biland / Waltisperg (LCR-Krauser)  | Streuer / Schnieders (LCR-Yamaha)      | Michel / Fresc (LCR-Krauser)            | Streuer / Schnieders (LCR-Yamaha)       | Michel / Fresc (LCR-Krauser)      |
|         |      |              |                  |                                    |                                        |                                         |                                         |                                   |
| 31      | 1988 | Salzburgring | 125 cm³          | Jorge Martínez (Derbi)             | Ezio Gianola (Honda)                   | Stefan Prein (Honda)                    | Jorge Martínez (Derbi)                  | Hans Spaan (Honda)                |
| 31      | 1988 | Salzburgring | 250 cm³          | Jacques Cornu (Honda)              | Reinhold Roth (Honda)                  | Joan Garriga (Yamaha)                   | Jacques Cornu (Honda)                   | Jacques Cornu (Honda)             |
| 31      | 1988 | Salzburgring | 500 cm³          | Eddie Lawson (Yamaha)              | Didier de Radiguès (Yamaha)            | Wayne Rainey (Yamaha)                   | Christian Sarron (Yamaha)               | Didier de Radiguès (Yamaha)       |
| 31      | 1988 | Salzburgring | Gespanne         | Biland / Waltisperg (LCR-Krauser)  | Michel / Fresc (LCR-Krauser)           | Webster / Hewitt (LCR-Krauser)          | Biland / Waltisperg (LCR-Krauser)       | Biland / Waltisperg (LCR-Krauser) |
|         |      |              |                  |                                    |                                        |                                         |                                         |                                   |
| 32      | 1989 | Salzburgring | 125 cm³          | Hans Spaan (Honda)                 | Julián Miralles (Derbi)                | Àlex Crivillé (JJ Cobas-Rotax)          | Jorge Martínez (Derbi)                  | Àlex Crivillé (JJ Cobas-Rotax)    |
| 32      | 1989 | Salzburgring | 250 cm³          | Sito Pons (Honda)                  | Jacques Cornu (Honda)                  | Martin Wimmer (Aprilia)                 | Sito Pons (Honda)                       | Sito Pons (Honda)                 |
| 32      | 1989 | Salzburgring | 500 cm³          | Kevin Schwantz (Suzuki)            | Eddie Lawson (Honda)                   | Wayne Rainey (Yamaha)                   | Kevin Schwantz (Suzuki)                 | Kevin Schwantz (Suzuki)           |
| 32      | 1989 | Salzburgring | Gespanne         | Biland / Waltisperg (LCR-Krauser)  | Streuer / de Haas (LCR-Yamaha)         | Michel / Fresc (LCR-Krauser)            | Webster / Hewitt (LCR-Krauser)          | Biland / Waltisperg (LCR-Krauser) |
|         |      |              |                  |                                    |                                        |                                         |                                         |                                   |
| 33      | 1990 | Salzburgring | 125 cm³          | Jorge Martínez (JJ Cobas-Rotax)    | Loris Capirossi (Honda)                | Stefan Prein (Honda)                    | Hans Spaan (Honda)                      | Stefan Prein (Honda)              |
| 33      | 1990 | Salzburgring | 250 cm³          | Luca Cadalora (Honda)              | Martin Wimmer (Aprilia)                | John Kocinski (Yamaha)                  | Carlos Cardús (Honda)                   | Luca Cadalora (Honda)             |
| 33      | 1990 | Salzburgring | 500 cm³          | Kevin Schwantz (Suzuki)            | Wayne Rainey (Yamaha)                  | Mick Doohan (Honda)                     | Wayne Rainey (Yamaha)                   | Wayne Rainey (Yamaha)             |
| 33      | 1990 | Salzburgring | Gespanne         | Streuer / de Haas (LCR-Yamaha)     | Webster / Simmons (LCR-Krauser)        | Michel / Birchall (LCR-Krauser)         | Michel / Birchall (LCR-Krauser)         | Streuer / de Haas (LCR-Yamaha)    |
|         |      |              |                  |                                    |                                        |                                         |                                         |                                   |
| 34      | 1991 | Salzburgring | 125 cm³          | Fausto Gresini (Honda)             | Ralf Waldmann (Honda)                  | Noboru Ueda (Honda)                     | Ralf Waldmann (Honda)                   | Jorge Martínez (Honda)            |
| 34      | 1991 | Salzburgring | 250 cm³          | Helmut Bradl (Honda)               | Carlos Cardús (Honda)                  | Wilco Zeelenberg (Honda)                | Helmut Bradl (Honda)                    | Carlos Cardús (Honda)             |
| 34      | 1991 | Salzburgring | 500 cm³          | Mick Doohan (Honda)                | Wayne Rainey (Yamaha)                  | Kevin Schwantz (Suzuki)                 | Mick Doohan (Honda)                     | Wayne Rainey (Yamaha)             |
| 34      | 1991 | Salzburgring | Gespanne         | Webster / Simmons (LCR-Krauser)    | Biland / Waltisperg (LCR-Honda)        | Kumano / Rösinger (LCR-Yamaha)          | Webster / Simmons (LCR-Krauser)         | Bohnhorst / Hiller (LCR-Krauser)  |
|         |      |              |                  |                                    |                                        |                                         |                                         |                                   |
| 35      | 1993 | Salzburgring | 125 cm³          | Takeshi Tsujimura (Honda)          | Kazuto Sakata (Honda)                  | Dirk Raudies (Honda)                    | Kazuto Sakata (Honda)                   | Takeshi Tsujimura (Honda)         |
| 35      | 1993 | Salzburgring | 250 cm³          | Loris Capirossi (Honda)            | Doriano Romboni (Honda)                | Helmut Bradl (Honda)                    | Doriano Romboni (Honda)                 | Helmut Bradl (Honda)              |
| 35      | 1993 | Salzburgring | 500 cm³          | Kevin Schwantz (Suzuki)            | Mick Doohan (Honda)                    | Wayne Rainey (Yamaha)                   | Kevin Schwantz (Suzuki)                 | Mick Doohan (Honda)               |
|         |      |              |                  |                                    |                                        |                                         |                                         |                                   |
| 36      | 1994 | Salzburgring | 125 cm³          | Dirk Raudies (Honda)               | Noboru Ueda (Honda)                    | Garry McCoy (Aprilia)                   | Noboru Ueda (Honda)                     | Dirk Raudies (Honda)              |
| 36      | 1994 | Salzburgring | 250 cm³          | Loris Capirossi (Honda)            | Max Biaggi (Aprilia)                   | Doriano Romboni (Honda)                 | Max Biaggi (Aprilia)                    | Loris Capirossi (Honda)           |
| 36      | 1994 | Salzburgring | 500 cm³          | Mick Doohan (Honda)                | Kevin Schwantz (Suzuki)                | Àlex Crivillé (Honda)                   | Mick Doohan (Honda)                     | Mick Doohan (Honda)               |
|         |      |              |                  |                                    |                                        |                                         |                                         |                                   |
| 37      | 1996 | A1-Ring      | 125 cm³          | Ivan Goi (Honda)                   | Dirk Raudies (Honda)                   | Valentino Rossi (Aprilia)               | Masaki Tokudome (Aprilia)               | Dirk Raudies (Honda)              |
| 37      | 1996 | A1-Ring      | 250 cm³          | Ralf Waldmann (Honda)              | Luis d’Antin (Honda)                   | Jürgen Fuchs (Honda)                    | Olivier Jacque (Honda)                  | Ralf Waldmann (Honda)             |
| 37      | 1996 | A1-Ring      | 500 cm³          | Àlex Crivillé (Honda)              | Mick Doohan (Honda)                    | Norick Abe (Yamaha)                     | Mick Doohan (Honda)                     | Àlex Crivillé (Honda)             |
| 37      | 1996 | A1-Ring      | Gespanne         | Güdel / Güdel (LCR-BRM-Swissauto)  | Dixon / Hetherington (Windle-ADM)      | Biland / Waltisperg (LCR-BRM-Swissauto) | Biland / Waltisperg (LCR-BRM-Swissauto) | Güdel / Güdel (LCR-BRM-Swissauto) |
|         |      |              |                  |                                    |                                        |                                         |                                         |                                   |
| 38      | 1997 | A1-Ring      | 125 cm³          | Noboru Ueda (Honda)                | Valentino Rossi (Aprilia)              | Tomomi Manako (Honda)                   | Noboru Ueda (Honda)                     | Valentino Rossi (Aprilia)         |
| 38      | 1997 | A1-Ring      | 250 cm³          | Olivier Jacque (Honda)             | Ralf Waldmann (Honda)                  | Max Biaggi (Honda)                      | Ralf Waldmann (Honda)                   | Loris Capirossi (Aprilia)         |
| 38      | 1997 | A1-Ring      | 500 cm³          | Mick Doohan (Honda)                | Tadayuki Okada (Honda)                 | Luca Cadalora (Yamaha)                  | Mick Doohan (Honda)                     | Mick Doohan (Honda)               |
| 38      | 1997 | A1-Ring      | Gespanne         | Webster / James (LCR-Honda)        | Schlosser / Hauser (LCR-Swissauto)     | Güdel / Güdel (LCR-Swissauto)           | nicht bekannt                           | nicht bekannt                     |

### Seit 2016
| Auflage | Jahr | Strecke       | Klasse           | Sieger                     | Zweiter                       | Dritter                       | Pole-Position                 | Schn. Rennrunde             |
| ------- | ---- | ------------- | ---------------- | -------------------------- | ----------------------------- | ----------------------------- | ----------------------------- | --------------------------- |
| 39      | 2016 | Red Bull Ring | Moto3            | Joan Mir (KTM)             | Brad Binder (KTM)             | Enea Bastianini (Honda)       | Joan Mir (KTM)                | Philipp Öttl (KTM)          |
| 39      | 2016 | Red Bull Ring | Moto2            | Johann Zarco (Kalex)       | Franco Morbidelli (Kalex)     | Álex Rins (Kalex)             | Johann Zarco (Kalex)          | Johann Zarco (Kalex)        |
| 39      | 2016 | Red Bull Ring | MotoGP           | Andrea Iannone (Ducati)    | Andrea Dovizioso (Ducati)     | Jorge Lorenzo (Yamaha)        | Andrea Iannone (Ducati)       | Andrea Iannone (Ducati)     |
|         |      |               |                  |                            |                               |                               |                               |                             |
| 40      | 2017 | Red Bull Ring | Moto3            | Joan Mir (Honda)           | Philipp Öttl (KTM)            | Jorge Martín (Honda)          | Gabriel Rodrigo (KTM)         | Jaume Masiá (KTM)           |
| 40      | 2017 | Red Bull Ring | Moto2            | Franco Morbidelli (Kalex)  | Álex Márquez (Kalex)          | Thomas Lüthi (Kalex)          | Mattia Pasini (Kalex)         | Álex Márquez (Kalex)        |
| 40      | 2017 | Red Bull Ring | MotoGP           | Andrea Dovizioso (Ducati)  | Marc Márquez (Honda)          | Dani Pedrosa (Honda)          | Marc Márquez (Honda)          | Johann Zarco (Yamaha)       |
|         |      |               |                  |                            |                               |                               |                               |                             |
| 41      | 2018 | Red Bull Ring | Moto3            | Marco Bezzecchi (KTM)      | Enea Bastianini (Honda)       | Jorge Martín (Honda)          | Marco Bezzecchi (KTM)         | Lorenzo Dalla Porta (Honda) |
| 41      | 2018 | Red Bull Ring | Moto2            | Francesco Bagnaia (Kalex)  | Miguel Oliveira (KTM)         | Luca Marini (Kalex)           | Francesco Bagnaia (Kalex)     | Brad Binder (KTM)           |
| 41      | 2018 | Red Bull Ring | MotoGP           | Jorge Lorenzo (Ducati)     | Marc Márquez (Honda)          | Andrea Dovizioso (Ducati)     | Marc Márquez (Honda)          | Andrea Dovizioso (Ducati)   |
|         |      |               |                  |                            |                               |                               |                               |                             |
| 42      | 2019 | Red Bull Ring | MotoE            | Mike Di Meglio (Energica)  | Xavier Siméon (Energica)      | Bradley Smith (Energica)      | Mike Di Meglio (Energica)     | Mike Di Meglio (Energica)   |
| 42      | 2019 | Red Bull Ring | Moto3            | Romano Fenati (Honda)      | Tony Arbolino (Honda)         | John McPhee (Honda)           | John McPhee (Honda)           | Celestino Vietti (KTM)      |
| 42      | 2019 | Red Bull Ring | Moto2            | Brad Binder (KTM)          | Álex Márquez (Kalex)          | Jorge Navarro (Speed Up)      | Tetsuta Nagashima (Kalex)     | Luca Marini (Kalex)         |
| 42      | 2019 | Red Bull Ring | MotoGP           | Andrea Dovizioso (Ducati)  | Marc Márquez (Honda)          | Fabio Quartararo (Yamaha)     | Marc Márquez (Honda)          | Andrea Dovizioso (Ducati)   |
|         |      |               |                  |                            |                               |                               |                               |                             |
| 43      | 2020 | Red Bull Ring | Moto3            | Albert Arenas (KTM)        | Jaume Masiá (Honda)           | John McPhee (Honda)           | Raúl Fernández (KTM)          | Darryn Binder (KTM)         |
| 43      | 2020 | Red Bull Ring | Moto2            | Jorge Martín (Kalex)       | Luca Marini (Kalex)           | Marcel Schrötter (Kalex)      | Remy Gardner (Kalex)          | Jorge Martín (Kalex)        |
| 43      | 2020 | Red Bull Ring | MotoGP           | Andrea Dovizioso (Ducati)  | Joan Mir (Suzuki)             | Jack Miller (Ducati)          | Maverick Viñales (Yamaha)     | Álex Rins (Suzuki)          |
|         |      |               |                  |                            |                               |                               |                               |                             |
| 44      | 2021 | Red Bull Ring | MotoE            | Lukas Tulovic (Energica)   | Eric Granado (Energica)       | Dominique Aegerter (Energica) | Fermín Aldeguer (Energica)    | Eric Granado (Energica)     |
| 44      | 2021 | Red Bull Ring | Moto3            | Sergio García (GasGas)     | Deniz Öncü (KTM)              | Dennis Foggia (Honda)         | Romano Fenati (Husqvarna)     | Izan Guevara (GasGas)       |
| 44      | 2021 | Red Bull Ring | Moto2            | Raúl Fernández (Kalex)     | Ai Ogura (Kalex)              | Augusto Fernández (Kalex)     | Sam Lowes (Kalex)             | Somkiat Chantra (Kalex)     |
| 44      | 2021 | Red Bull Ring | MotoGP           | Brad Binder (KTM)          | Francesco Bagnaia (Ducati)    | Jorge Martín (Ducati)         | Jorge Martín (Ducati)         | Fabio Quartararo (Yamaha)   |
|         |      |               |                  |                            |                               |                               |                               |                             |
| 45      | 2022 | Red Bull Ring | MotoE (Rennen 1) | Eric Granado (Energica)    | Dominique Aegerter (Energica) | Miquel Pons (Energica)        | Eric Granado (Energica)       | Eric Granado (Energica)     |
| 45      | 2022 | Red Bull Ring | MotoE (Rennen 2) | Eric Granado (Energica)    | Miquel Pons (Energica)        | Miquel Pons (Energica)        | Dominique Aegerter (Energica) | Miquel Pons (Energica)      |
| 45      | 2022 | Red Bull Ring | Moto3            | Ayumu Sasaki (Husqvarna)   | Tatsuki Suzuki (Honda)        | David Muñoz (KTM)             | Daniel Holgado (KTM)          | David Muñoz (KTM)           |
| 45      | 2022 | Red Bull Ring | Moto2            | Ai Ogura (Kalex)           | Somkiat Chantra (Kalex)       | Jake Dixon (Kalex)            | Ai Ogura (Kalex)              | Celestino Vietti (Kalex)    |
| 45      | 2022 | Red Bull Ring | MotoGP           | Francesco Bagnaia (Ducati) | Fabio Quartararo (Yamaha)     | Jack Miller (Ducati)          | Enea Bastianini (Ducati)      | Jorge Martín (Ducati)       |
|         |      |               |                  |                            |                               |                               |                               |                             |
| 46      | 2023 | Red Bull Ring | MotoE (Rennen 1) | Mattia Casadei (Ducati)    | Eric Granado (Ducati)         | Kevin Zannoni (Ducati)        | Kevin Zannoni (Ducati)        | Mattia Casadei (Ducati)     |
| 46      | 2023 | Red Bull Ring | MotoE (Rennen 2) | Mattia Casadei (Ducati)    | Matteo Ferrari (Ducati)       | Kevin Zannoni (Ducati)        | Kevin Zannoni (Ducati)        | Mattia Casadei (Ducati)     |
| 46      | 2023 | Red Bull Ring | Moto3            | Deniz Öncü (KTM)           | Daniel Holgado (KTM)          | Ayumu Sasaki (Husqvarna)      | Collin Veijer (Husqvarna)     | David Alonso (GasGas)       |
| 46      | 2023 | Red Bull Ring | Moto2            | Celestino Vietti (Kalex)   | Pedro Acosta (Kalex)          | Ai Ogura (Kalex)              | Pedro Acosta (Kalex)          | Pedro Acosta (Kalex)        |
| 46      | 2023 | Red Bull Ring | MotoGP           | Francesco Bagnaia (Ducati) | Brad Binder (KTM)             | Marco Bezzecchi (Ducati)      | Francesco Bagnaia (Ducati)    | Francesco Bagnaia (Ducati)  |

Rekordsieger Fahrer: Giacomo Agostini & Ángel Nieto (beide 6)